# Шайр
Шайр (англ. Shire) — британська порода одних з найвищих коней світу з лагідним характером.

## Характеристики породи

### Проміри
Коні цієї породи мають пропорційно правильну статуру з сильно розвиненою мускулатурою. Середня висота в холці складає близько 178 см, мінімум 173 для жеребців та меринів, раніше допускались коні і з меншим зростом. Вага — від 850 до 1100 кг. 
Голова довга та важка, плечі глибокі, груди широкі, спина мускулиста і коротка, задні кінцівки довгі і широкі.

### Масть
Масть у шайрів переважно ворона, гніда та сіра з помітними білими відмітинами на голові та ногах. Руда масть під забороною в Англії, проте дуже рідко трапляється в США. Не зважаючи на повсякчасну присутність білих плям, що іноді переходять на живіт та тулуб коня, шайри не мають справжньої чалості, а домішка білого волосся є лише наслідком поширення та збільшення білих відмітин. Це мохноногі коні, тобто у них на ногах звисають фризи, іноді помітна борідка. І все ж, занадто густий волосяний покрив є небажаним в цій породі.

Зовнішній вигляд шайрського коня
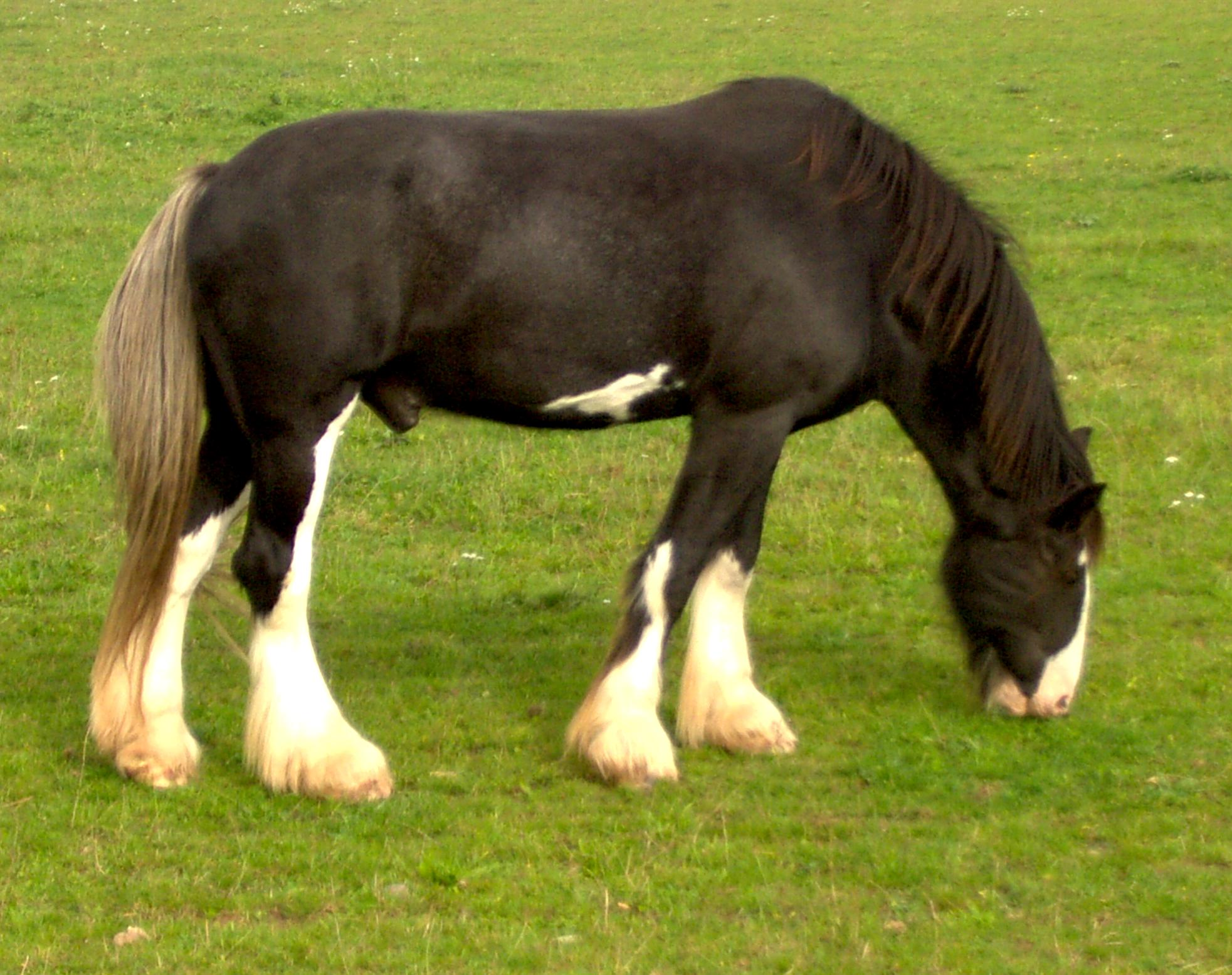
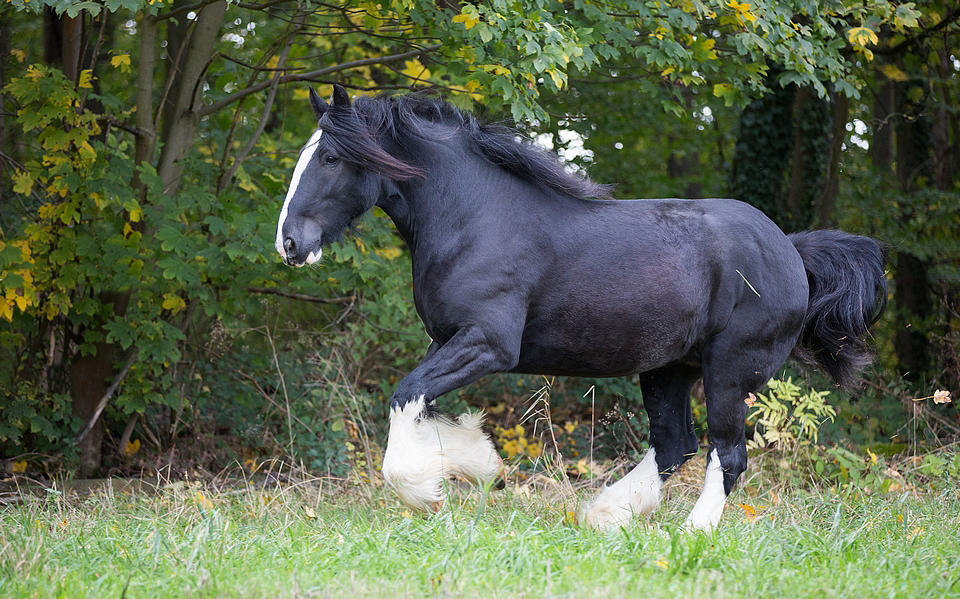
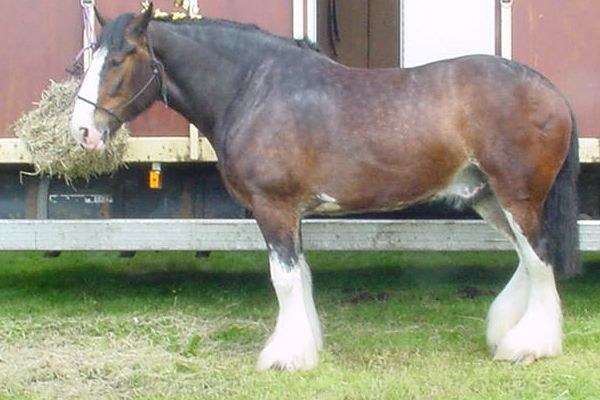
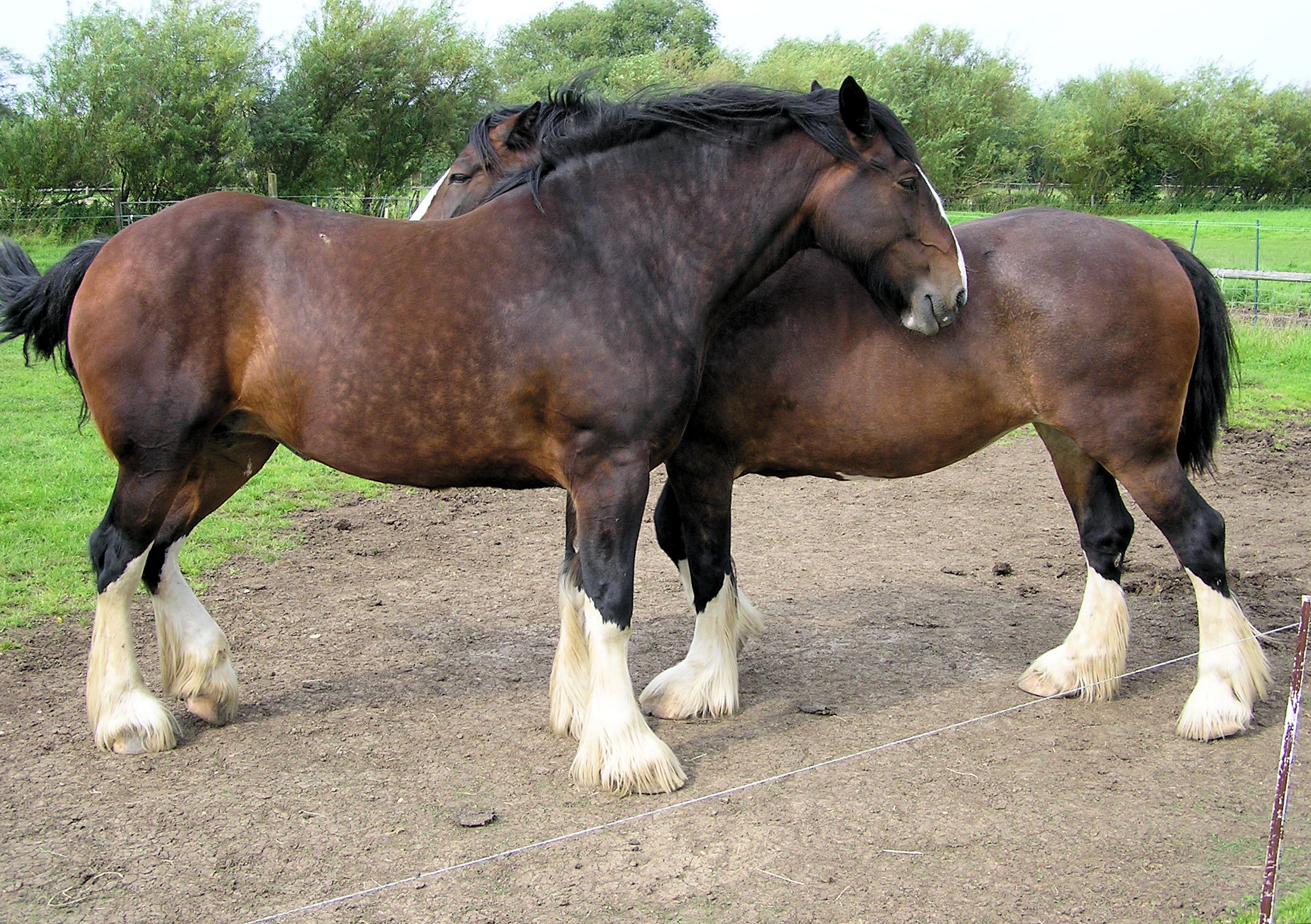
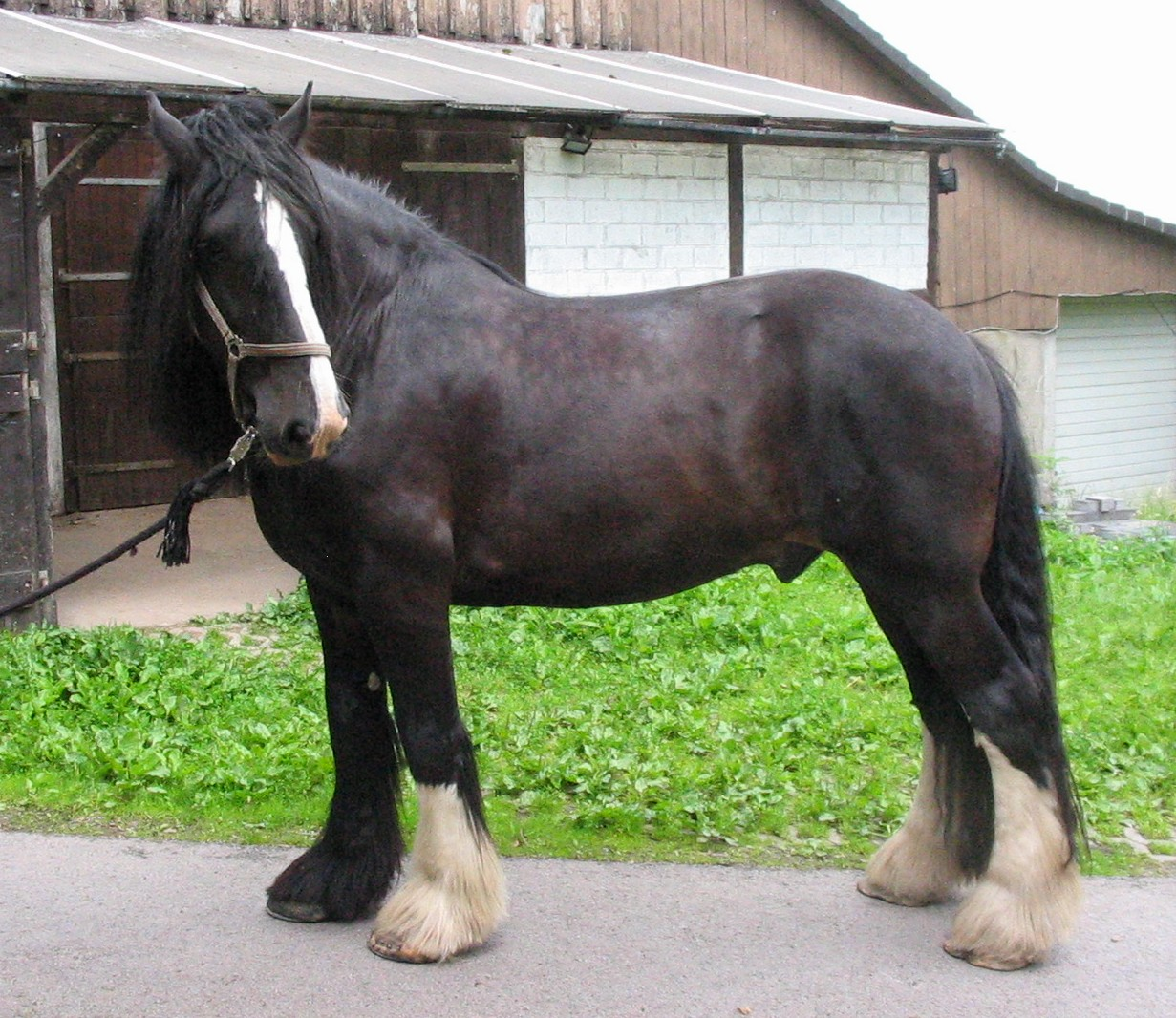
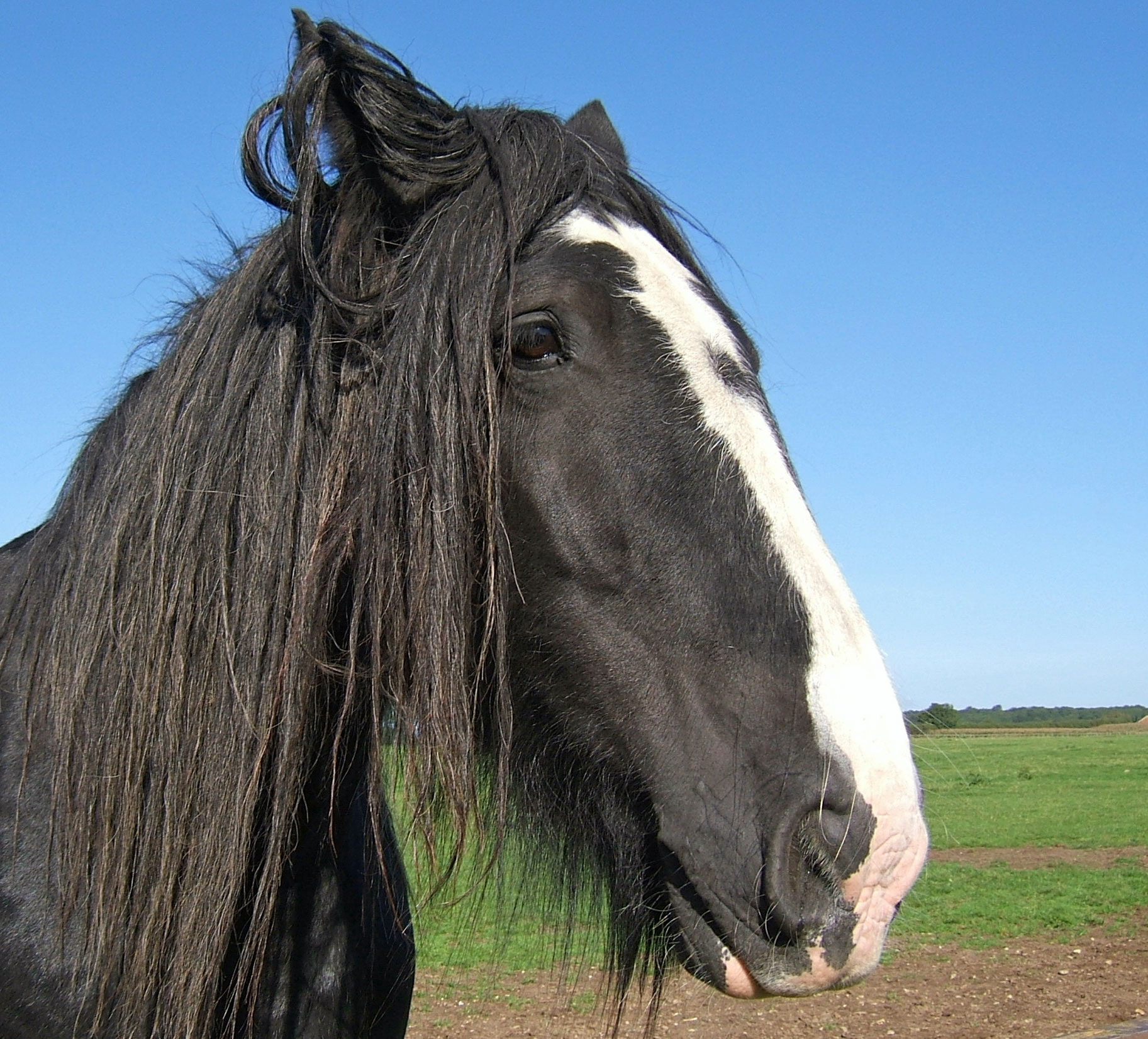
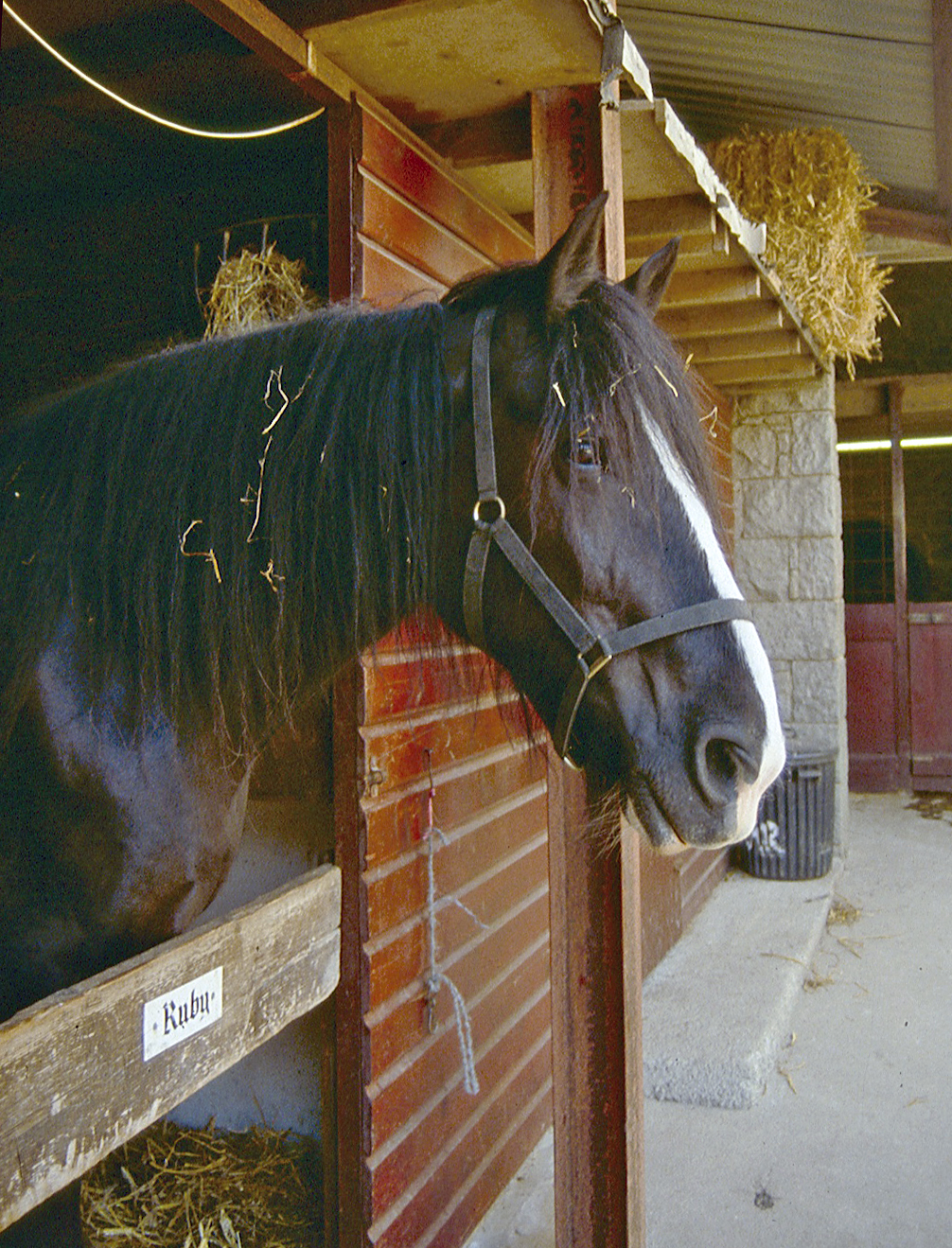
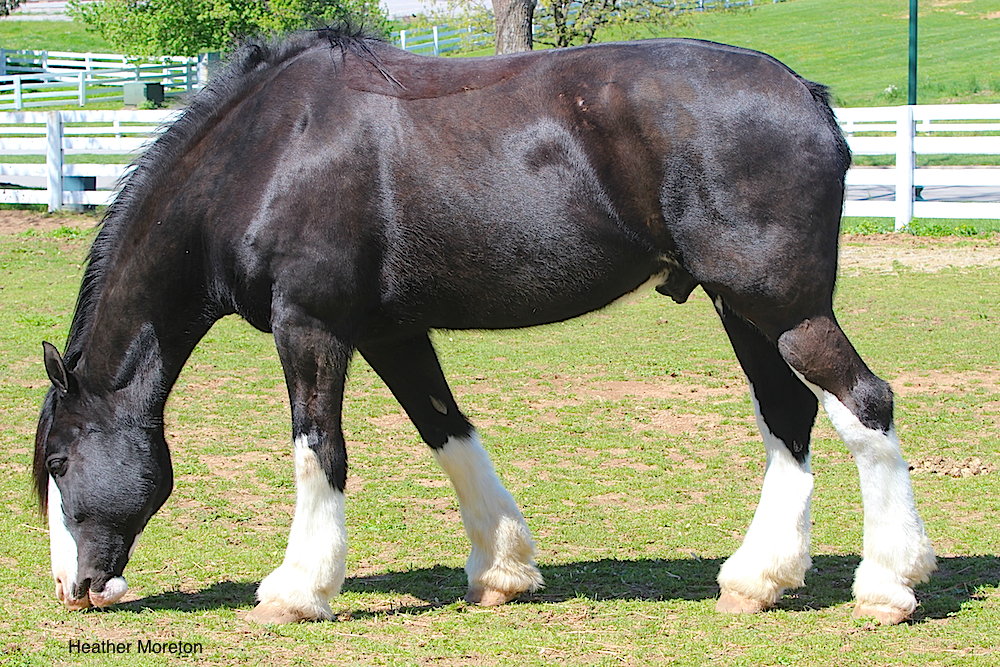
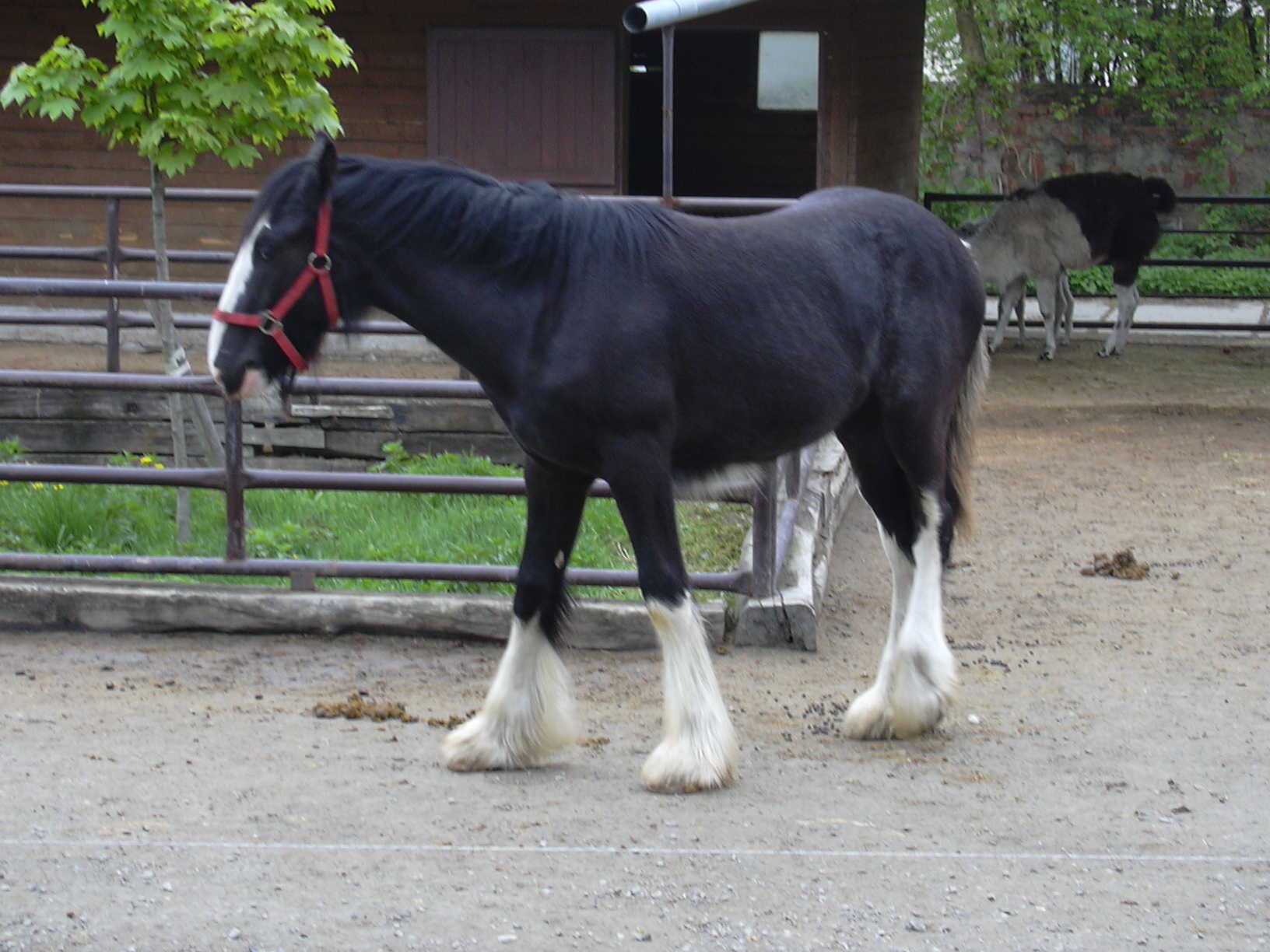

### Особливості
Шайр відомий своїм врівноваженим характером. Коні цієї породи слухняні, терплячі, спокійні і доброзичливі.
Досі для шайрів проводять змагання з перетягування вантажів чи на швидкість оранки поля.  Шайри також популярні на ярмарках і виставках через їх високий зріст відносно інших коней та особливу зовнішність.
Проводять різноманітні конкурси за участі цих важких коней, використовують в шоу та любительській верховій їзді. Проте шанують і традиційне використання: власники шайрських коней підтримують багаторічну службу ваговозів в важкій упряжі - історично для доставки пивних бочок та бочок з елем до громадських будинків, а також з метою реклами та розваг.

Основні сфери застосування
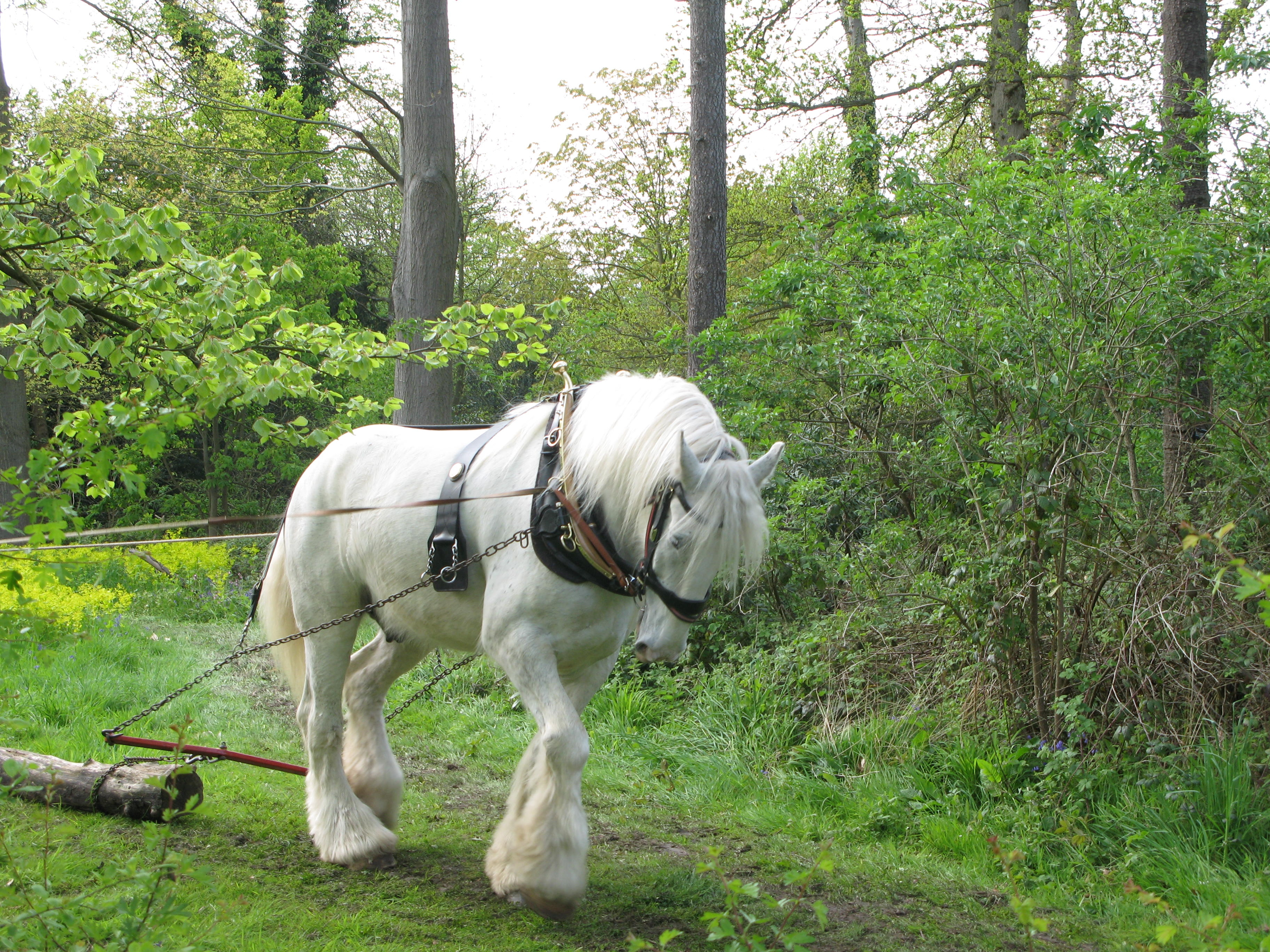
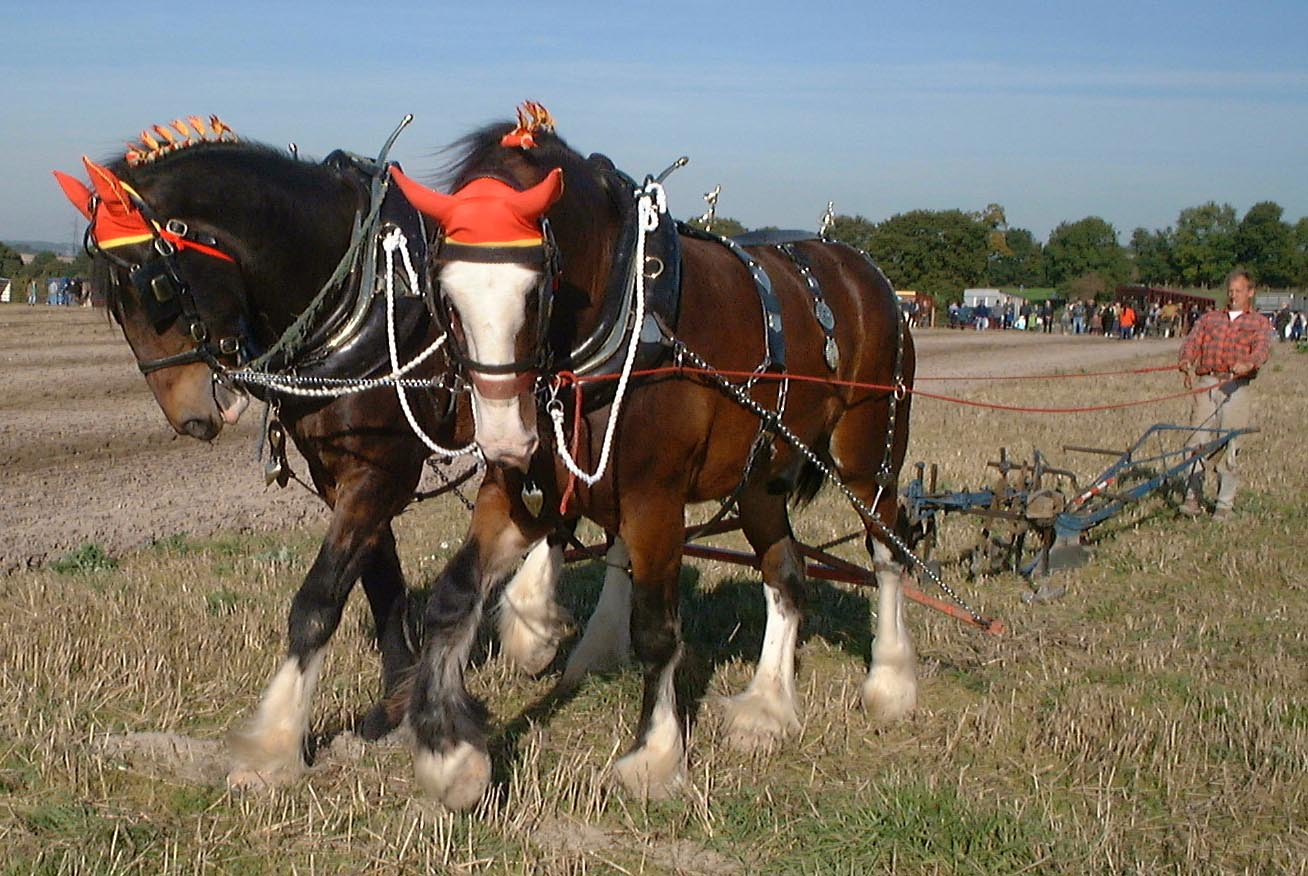
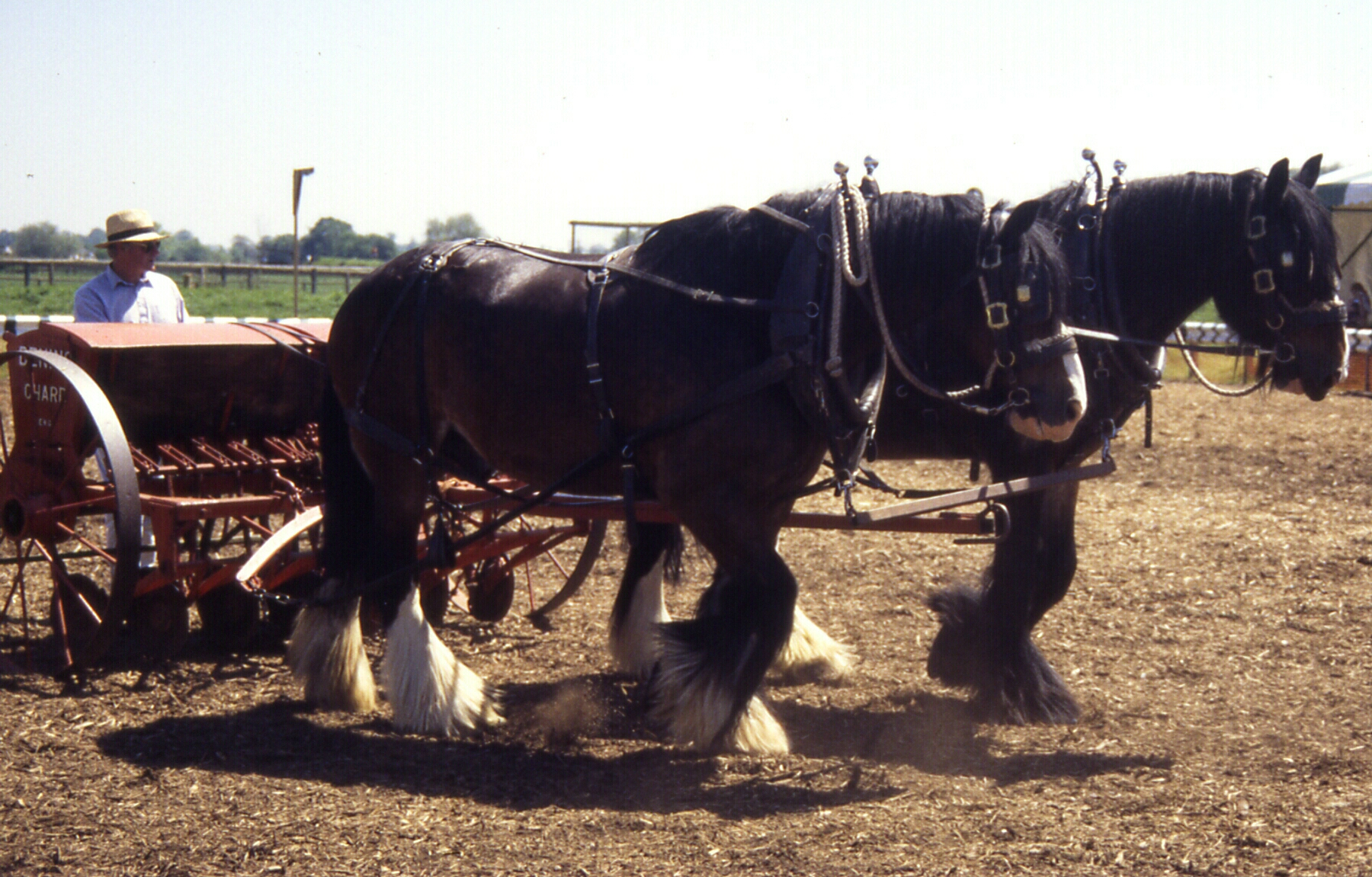
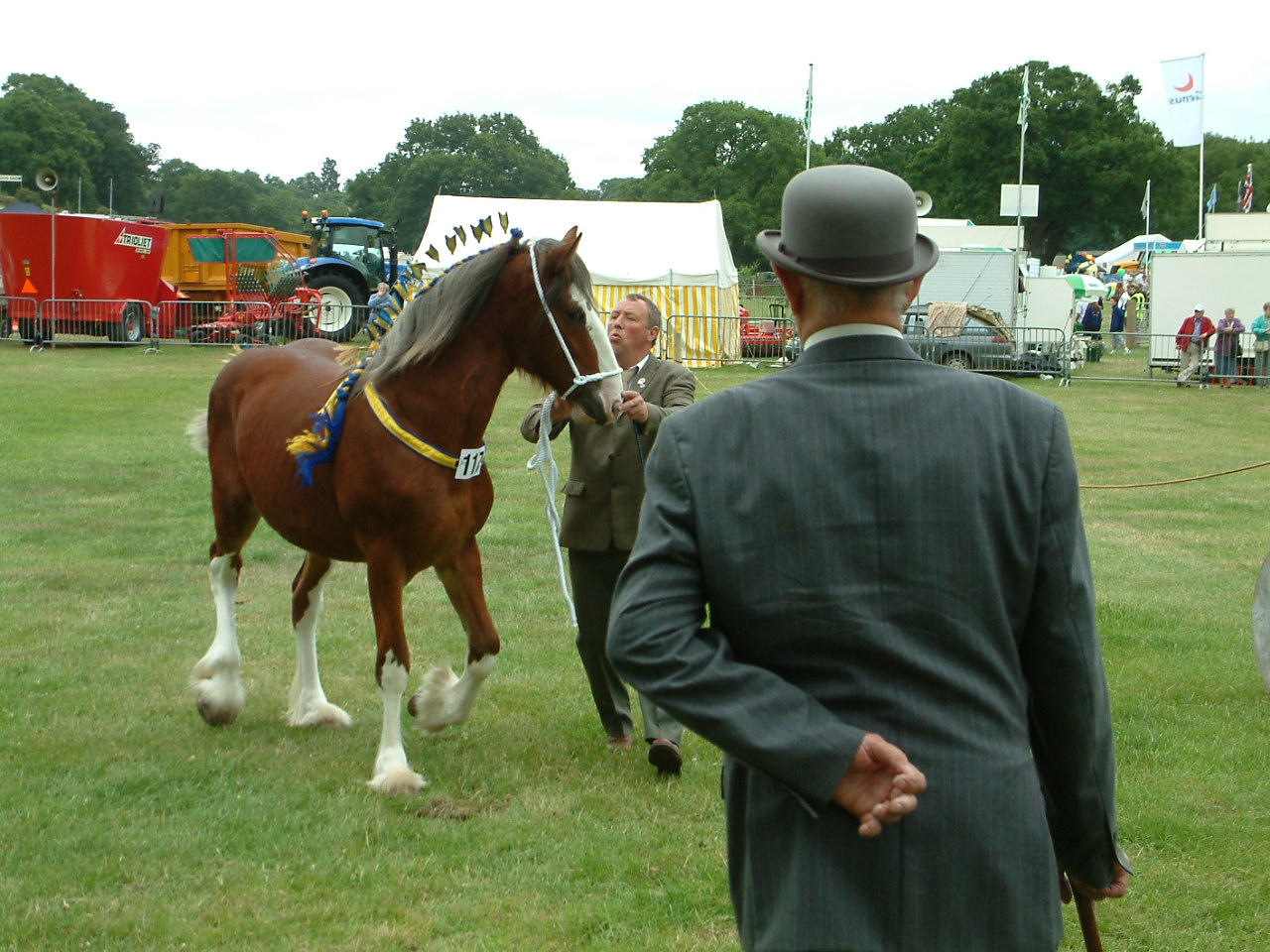
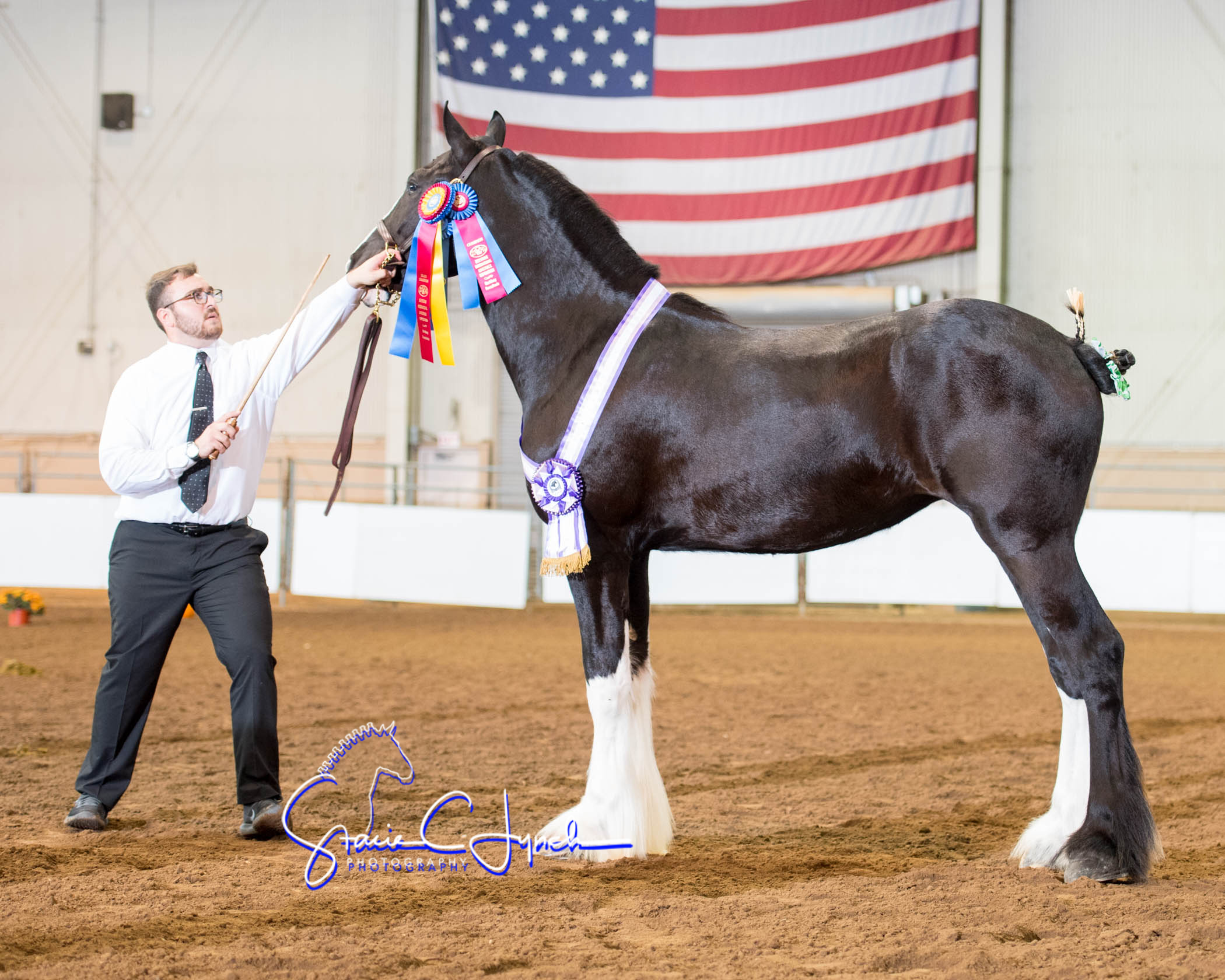
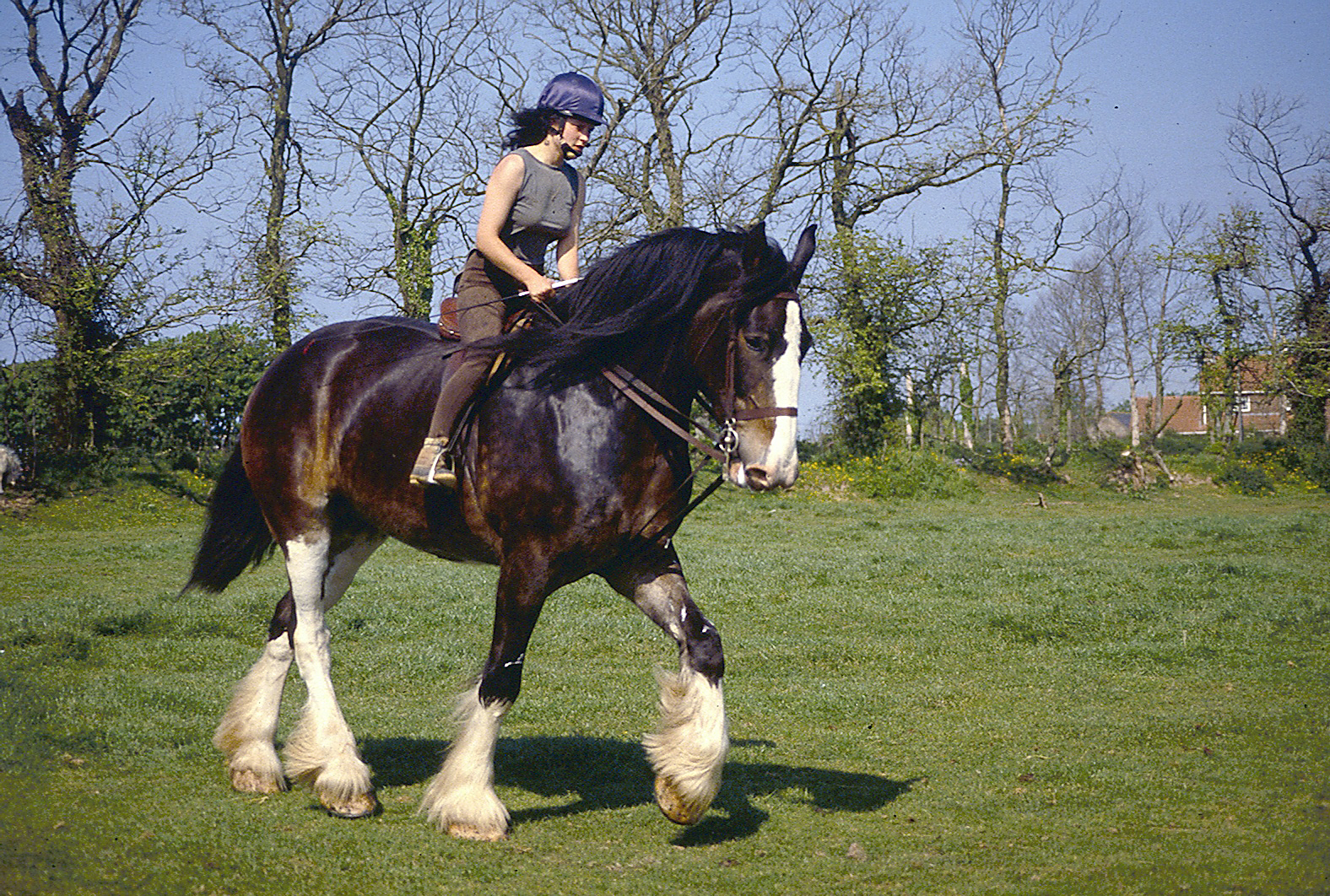
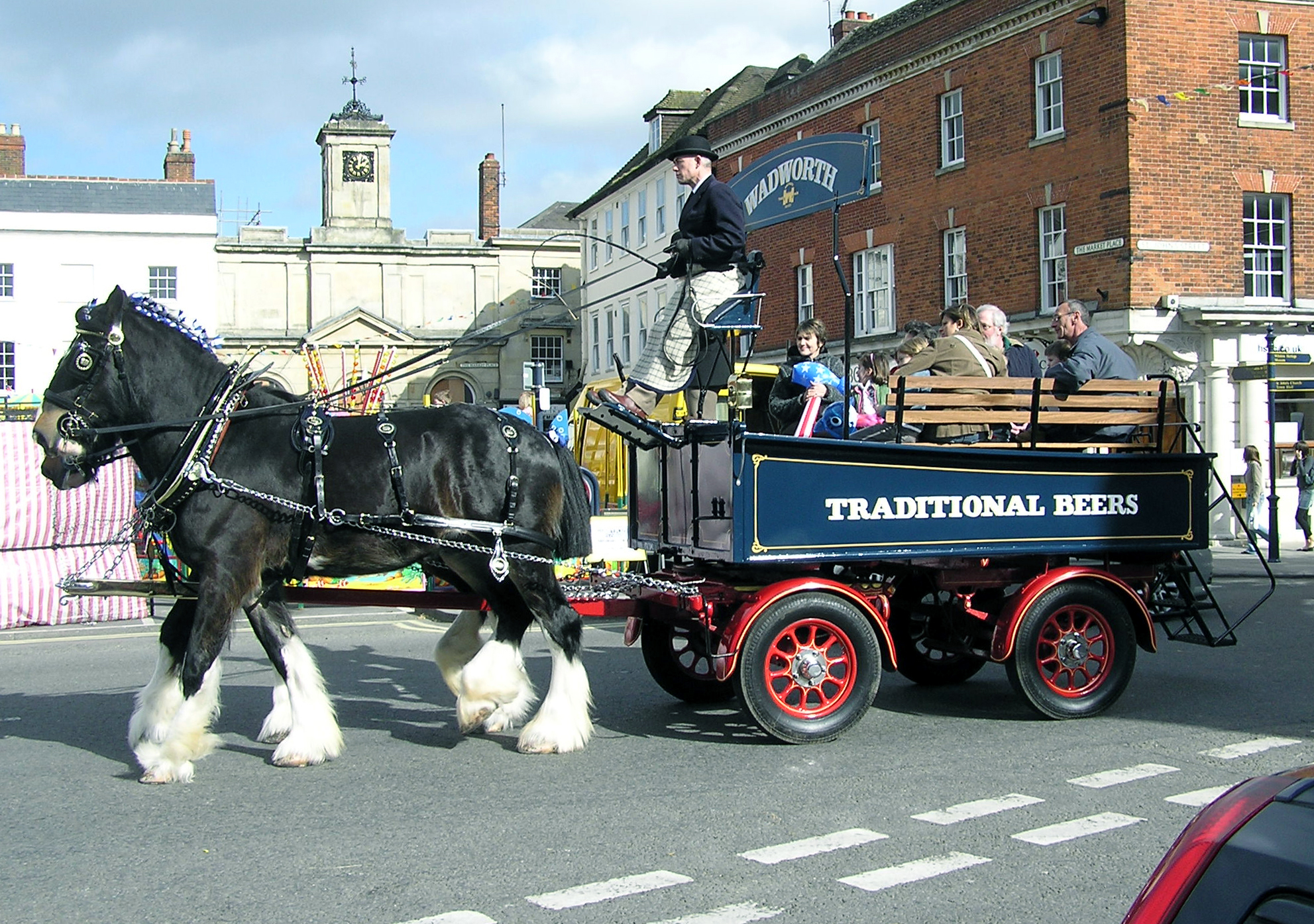
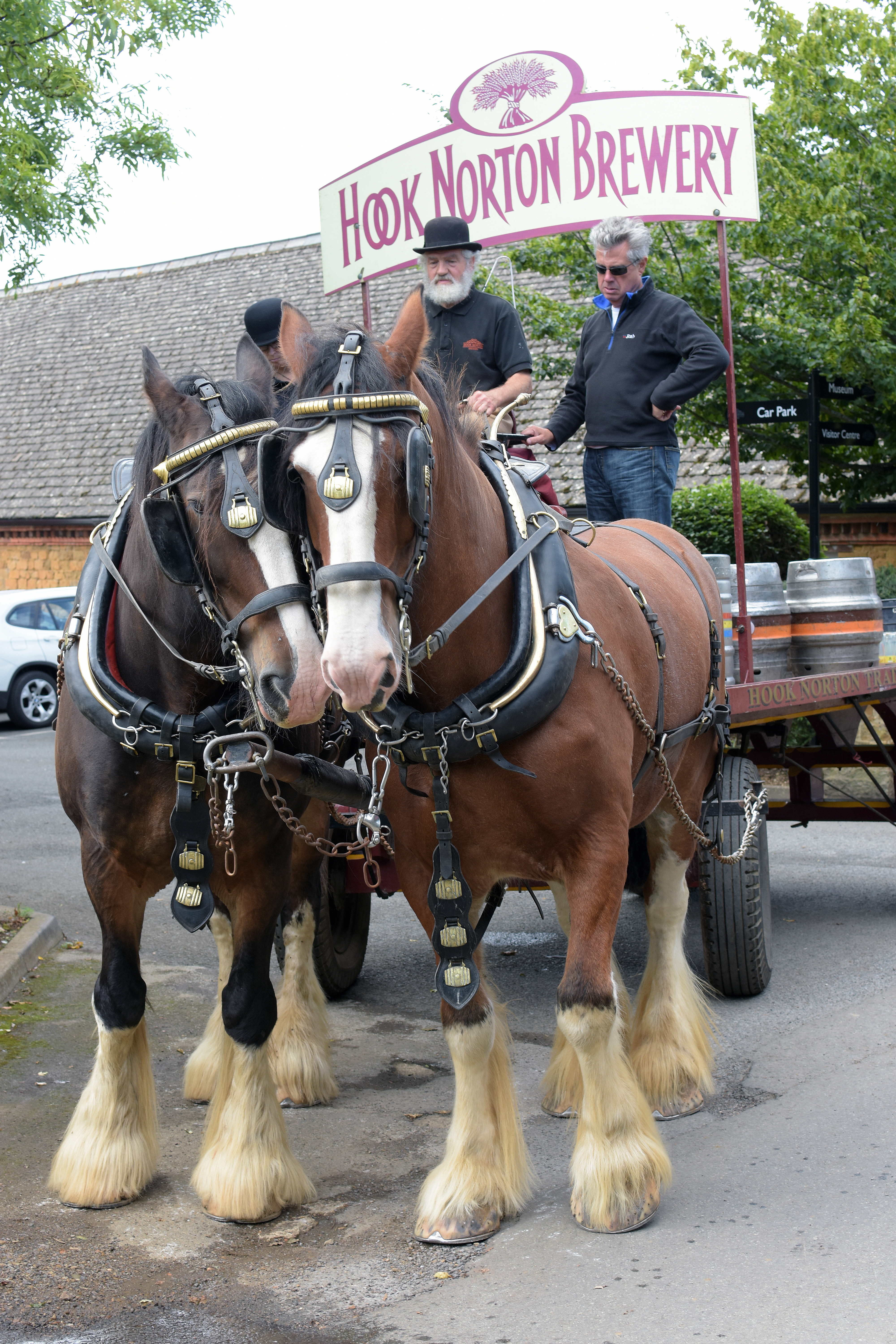
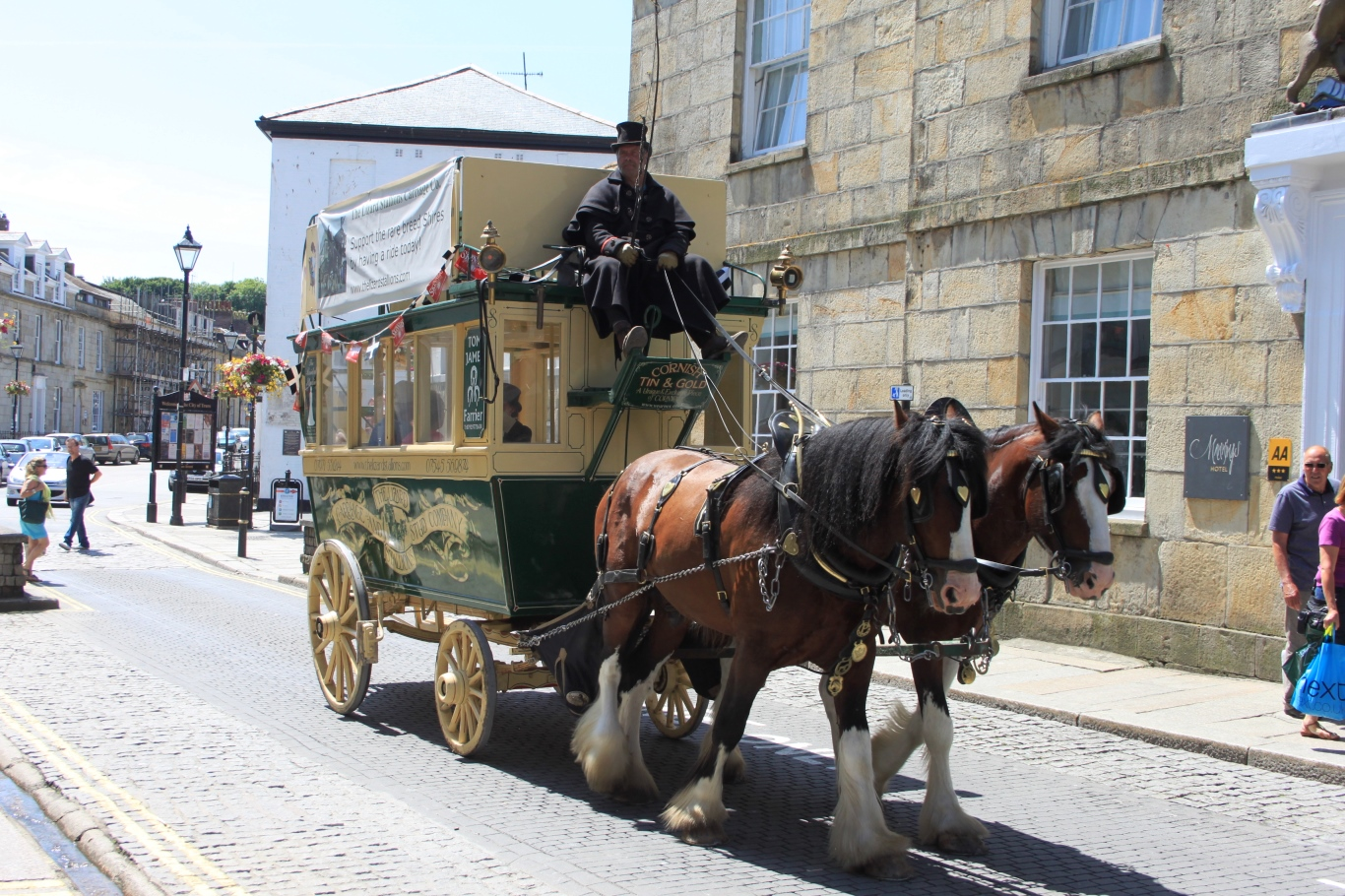
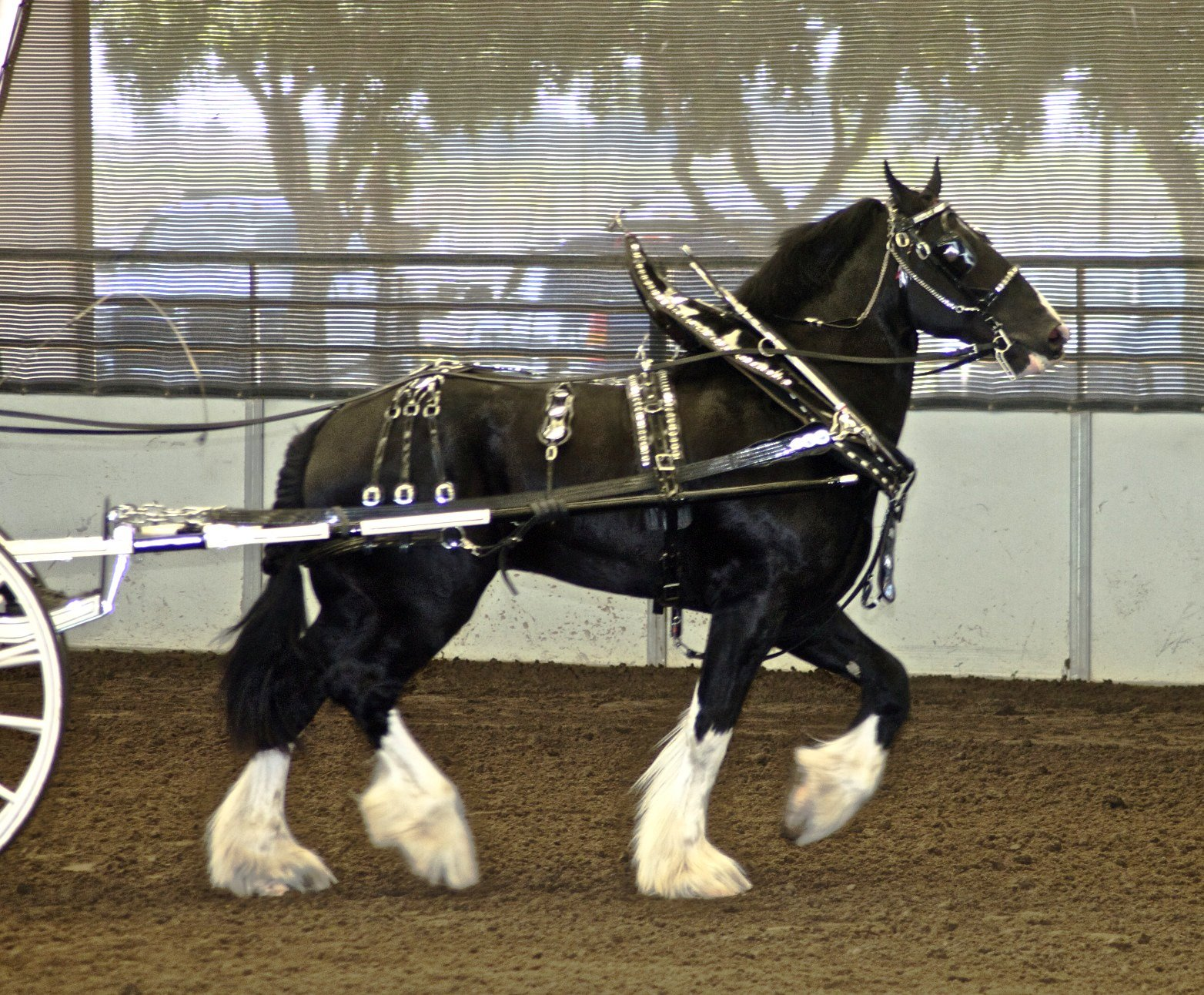

Найближчими до шайрської породи є клайдсдейльські ваговозні коні, в яких, як і з іншими породами ваговозів багато спільного. Варто згадати коня, названим шайрським Мамонтом (також відомий як Семпсон), саме йому належить рекорд як найбільшого коня у світі. Він мав висоту 219 см, а його максимальна вага — 1524 кг. Офіційно ці дані не були оформлені, проте виглядав Мамонт на той момент набагато більше схожим на арденську, бельгійську чи брабантську породу ваговозів, незважаючи на високий зріст.
Довговікова селекція дозволила виокремити ваговозні породи одна від одної: візуально шайри відрізняються високим зростом, довгими ногами з фризами, особливою конституцією тіла, окремим набором дозволених мастей та родоводом.

## Історія
Шайр є породою коней з давньою історією, яку Юлій Цезар згадує вперше більше 2000 років тому в його Записках до Гальську війну. У часи середньовіччя шайр був у змозі носити лицарів в обладунках на полі бою завдяки своєму росту та силі. Згодом британці вирішили поліпшити розмір і міць їхніх коней шляхом схрещування з голландськими і фламандськими кіньми. Починаючи з 12 ст. шайрські коні стали відомими в сільськогосподарському напрямку робіт, поруч з тягловими волами, і вже тоді використовувались як плугові та запряжні коні. Товариство небайдужих до шайрської породи коней видало племінну книгу, перше видання якої відбулось у 1878 р. і містило дані про 2381 жеребця шайрів та записи, датовані 1770 роком. У період з 1901 по 1914 роки в товаристві реєструвалося 5000 шайрів щорічно. На піку популярності шайрської породи нараховують понад мільйон представників, проте з часом шайрське конярство занепало, і досягло найнижчого рівня в 1950-х і 1960-х роках. Приблизно в часи Другої світової війни посилення механізації та суворі правила щодо закупівлі кормів для худоби зменшили потребу та можливість утримувати тяглових коней. Тисячі шайрів були вбиті, а кілька великих племінних книг закрито. Згодом кількість поголів'я вдалось збільшити, але і досі природоохоронний статус шайрського коня зазнчається в збірці рідкісних порід Survival Trust, як «під загрозою», що означає, що чисельність шайрів дорівнює приблизно 1500 голів станом на 2009 рік.

Шайри в історії
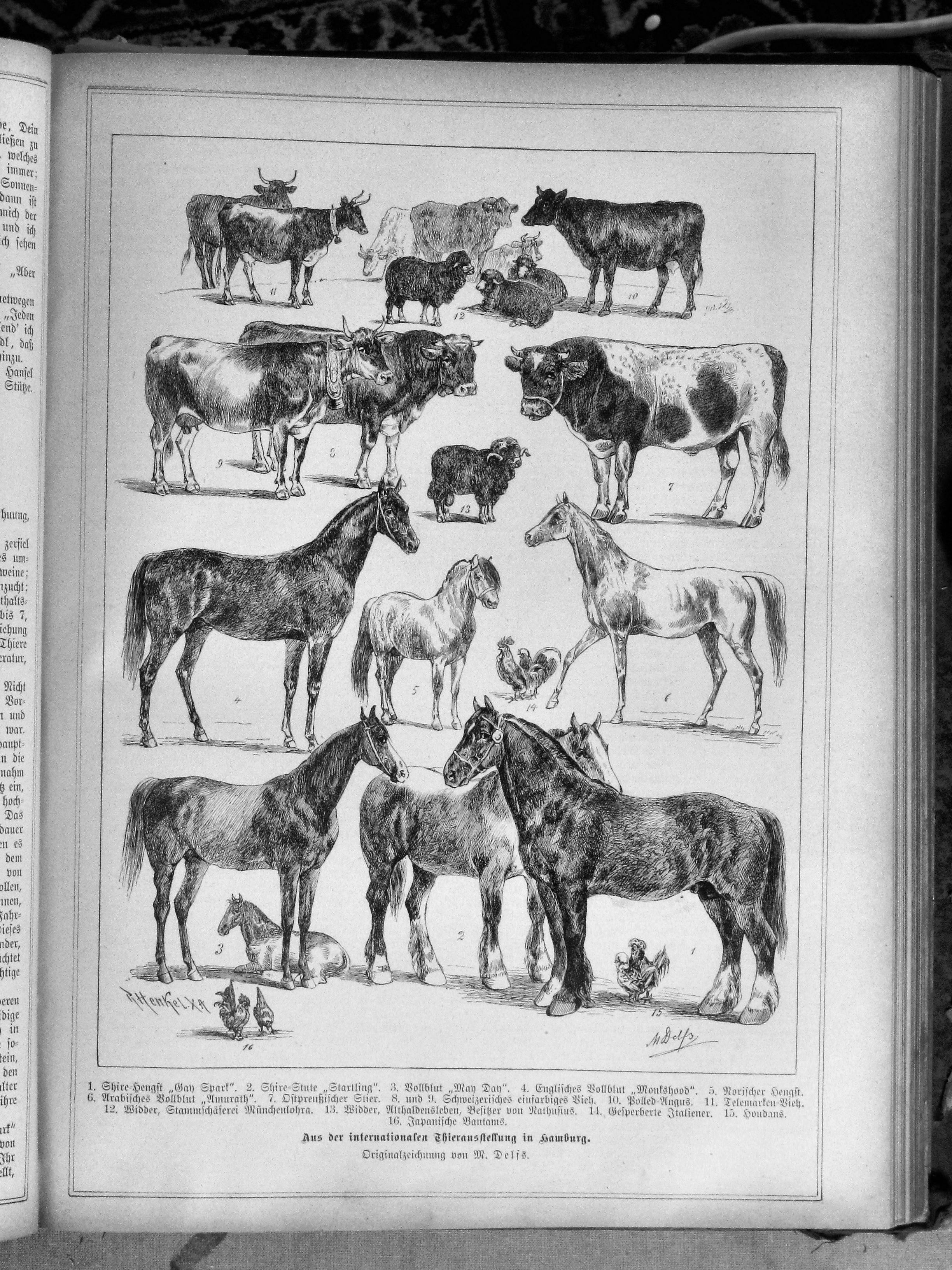
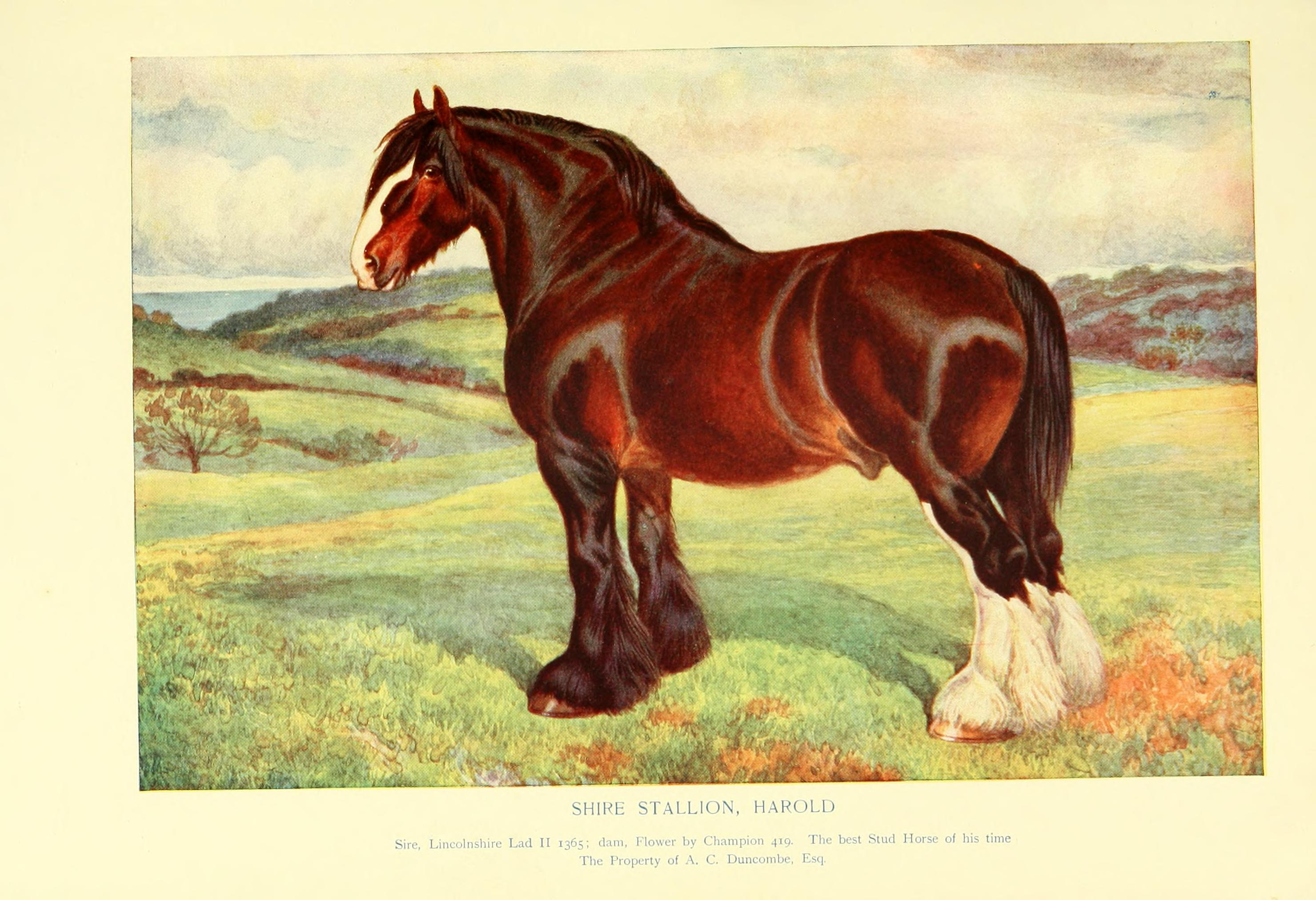
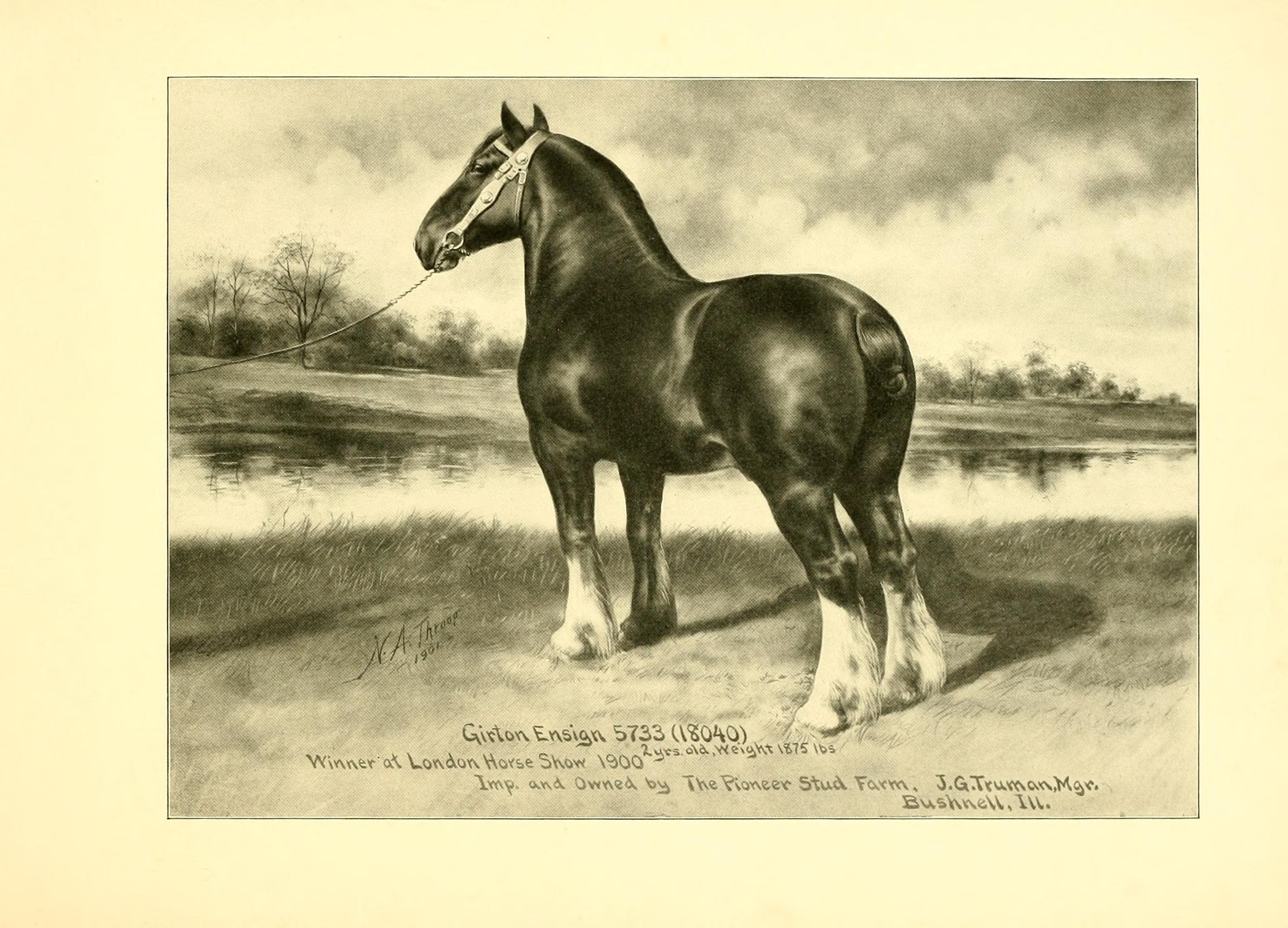
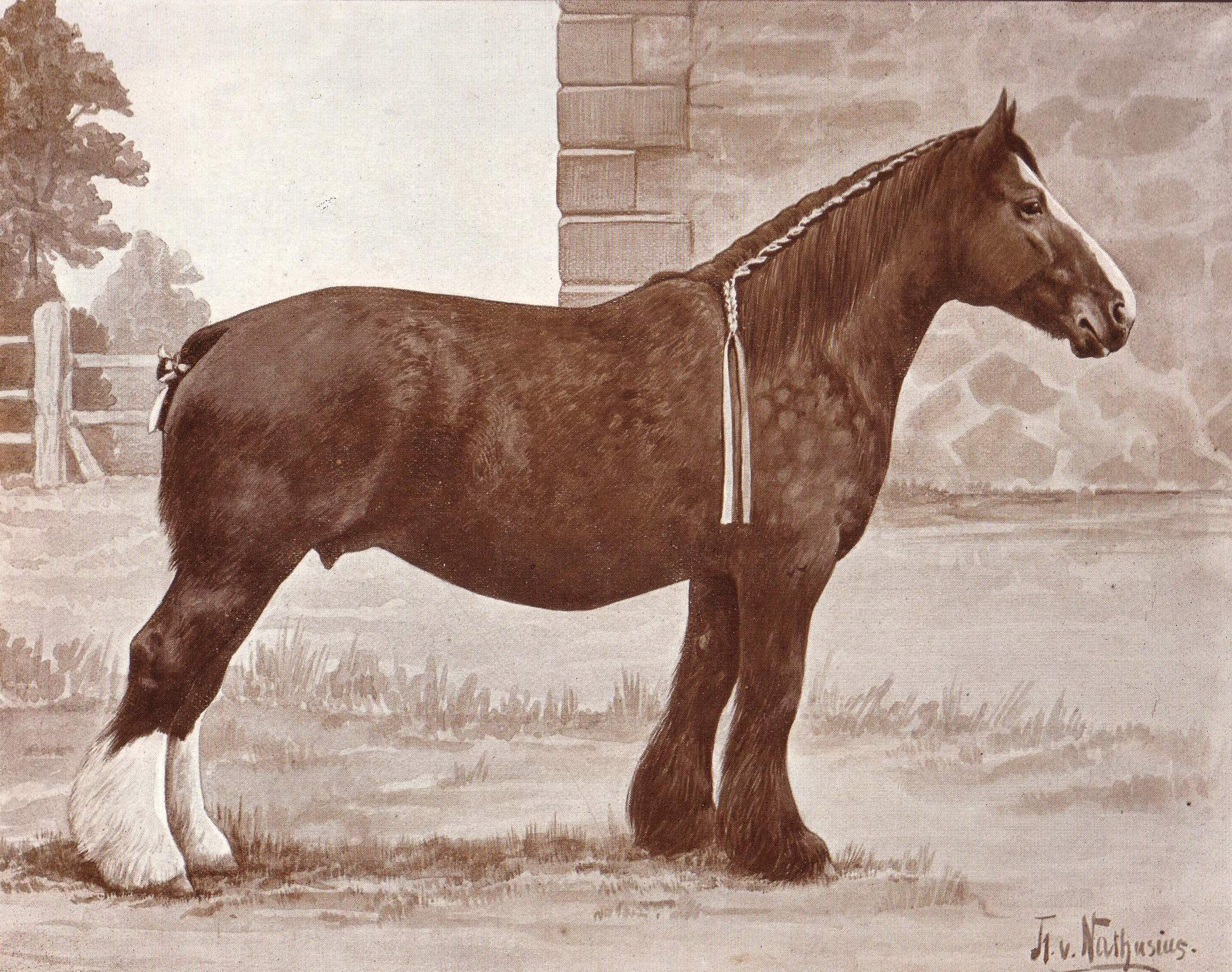
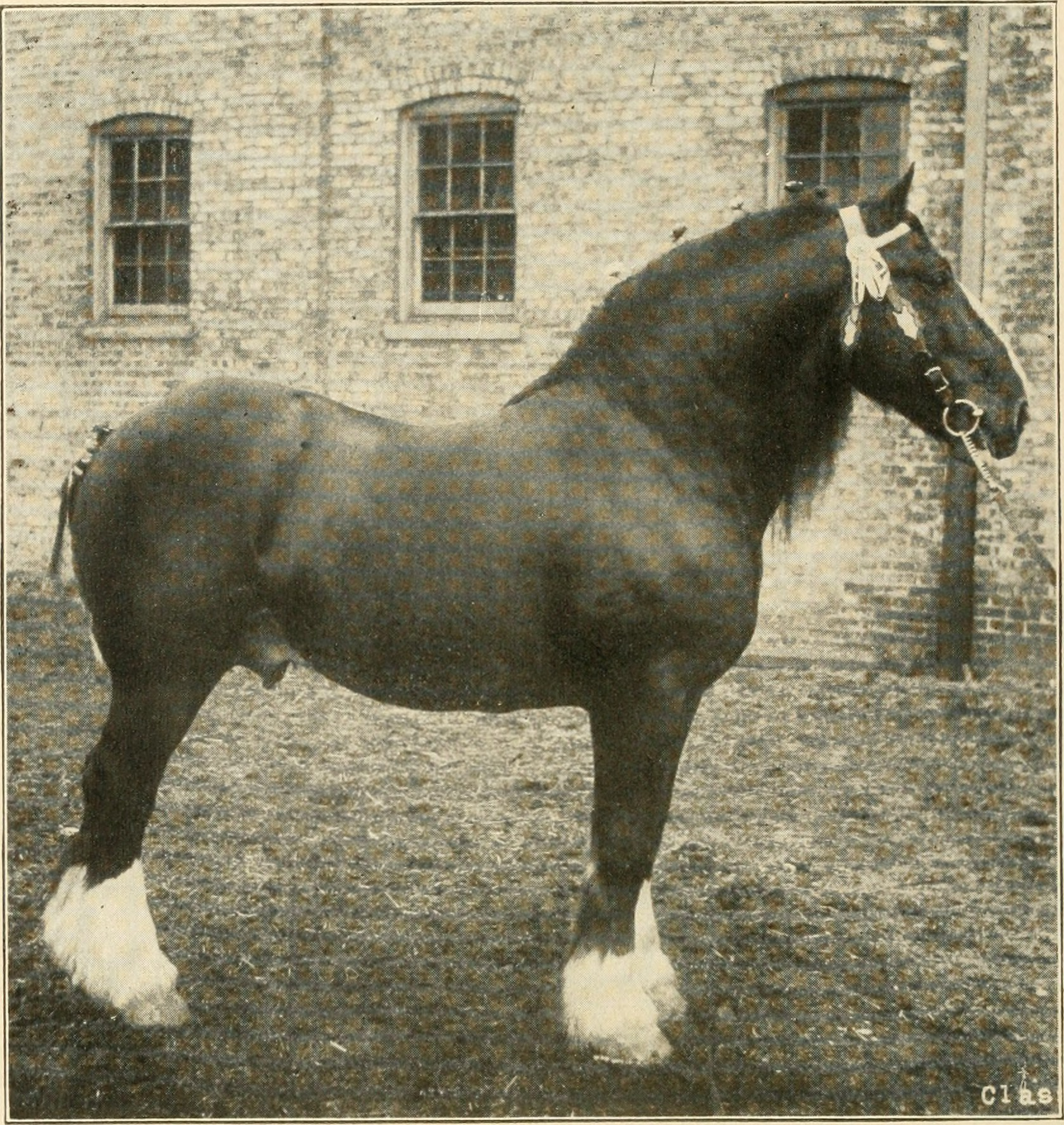
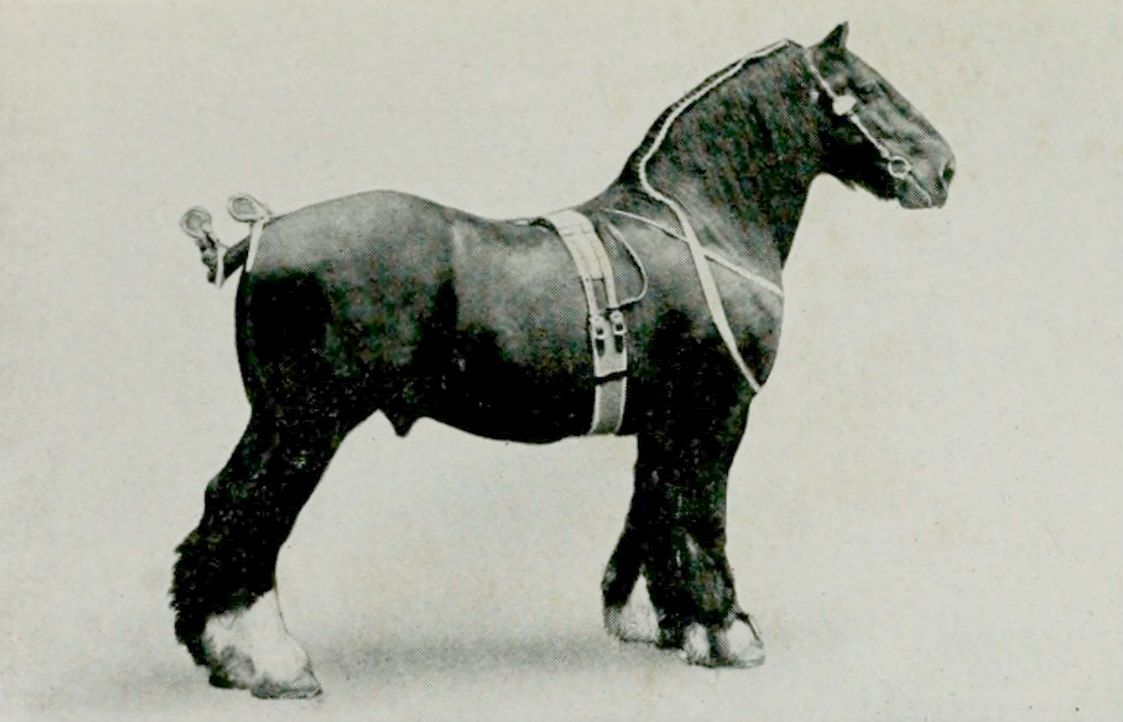
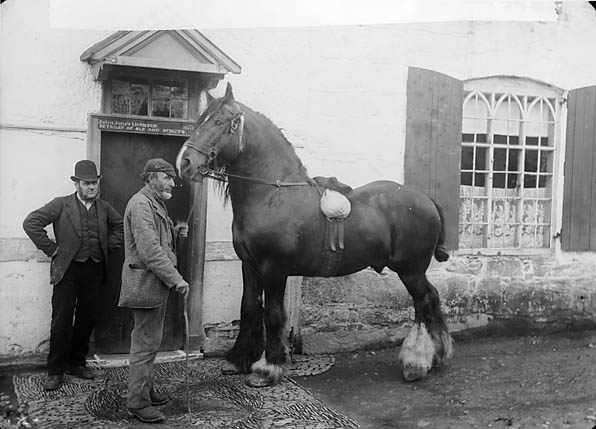
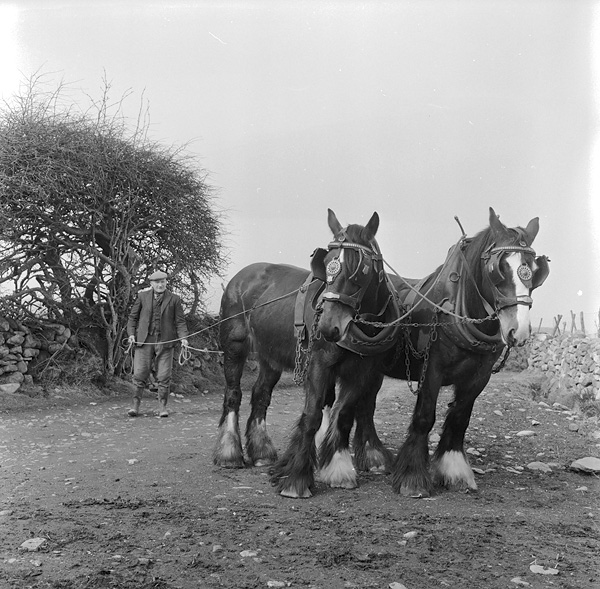
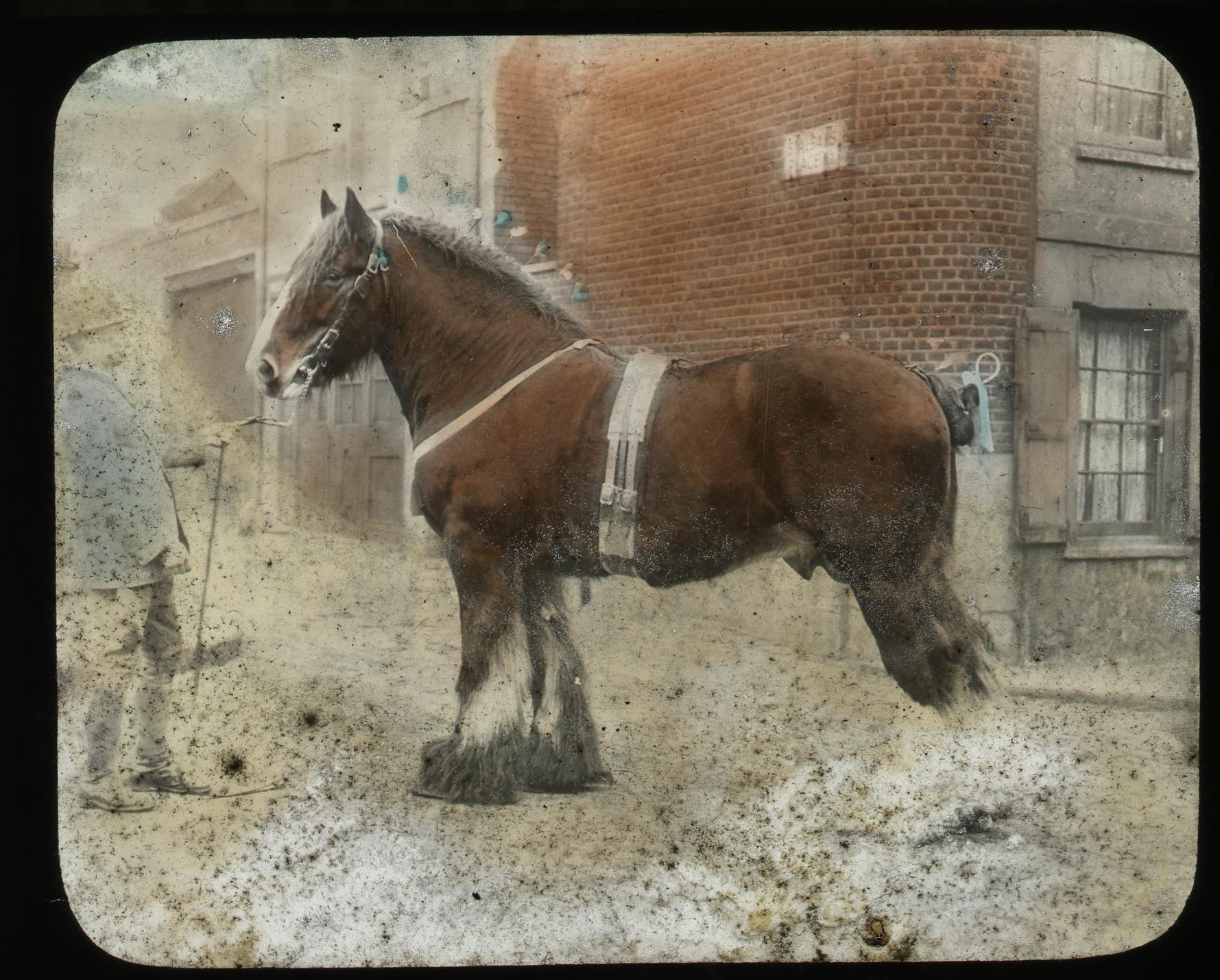

Мерин шайр на ім'я Голіаф (193 см) став рекордсменом Книги рекордів Гіннеса як найвищий кінь світу аж до його смерті 3 липня 2014 року на ранчо Приферт в Монтані. На разі шайрським коням не вдається перебороти цей рекорд, і титул найвищих коней світу відійшов представникам бельгійської ваговозної породи та клайдсдельським коням, не зважаючи на велику кількість високих представників в шайрській породі.